# لو جاكوبى
لو جاكوبى (بالإنجليزية: Lou Jacobi)‏ (و. 1913 – 2009 م) هو ممثل مسرحي، وممثل أفلام كندي، ولد في تورونتو، توفي في مانهاتن، عن عمر يناهز 96 عاماً.
.

## جوائز
حصل على جوائز منها:
- شارع المشاهير الكندي [الإنجليزية]‏ (1999).

## وصلات خارجية
- لو جاكوبى على موقع IMDb (الإنجليزية)
- لو جاكوبى على موقع ألو سيني (الفرنسية)
- لو جاكوبى على موقع ميوزك برينز (الإنجليزية)
- لو جاكوبى على موقع أول موفي (الإنجليزية)
- لو جاكوبى على موقع قاعدة بيانات برودواي على الإنترنت (الإنجليزية)
- لو جاكوبى على موقع قاعدة بيانات الأفلام السويدية (السويدية)
- لو جاكوبى على موقع إن إن دي بي (الإنجليزية)
- لو جاكوبى على موقع ديسكوغز (الإنجليزية)
- لو جاكوبى على موقع قاعدة بيانات الفيلم (الإنجليزية)
- لو جاكوبى على موقع كينوبويسك (الروسية)